# مادلین هورلوک
مادلین هورلوک (انگلیسی: Madeline Hurlock؛ ۱۲ دسامبر ۱۸۹۹ – ۴ آوریل ۱۹۸۹) یک هنرپیشه اهل ایالات متحده آمریکا بود.